# Antigone (Album)
Antigone ist das dritte Studioalbum der deutschen Metalcore-Band Heaven Shall Burn. Es erschien am 26. April 2004 über Century Media.

## Entstehung
Das Intro und die beiden Outros wurden von dem isländischen Musiker Ólafur Arnalds komponiert. Die Musiker von Heaven Shall Burn lernten Arnalds im Jahre 2002 kennen, als die Band Konzerte in Island spielte. Die Aufnahmen fanden im Rape of Harmonies-Studio in der thüringischen Stadt Triptis statt. Produziert wurde Antigone von Patrick W. Engel. Als Gastmusiker ist der Sänger Alexander Dietz von der Band Honeytoast bei zwei Liedern zu hören.
Die Vinylversion des Albums erschien noch über das Label Lifeforce Records, bei denen Heaven Shall Burn zuvor unter Vertrag standen. Die limitierte und die japanische Version des Albums enthalten mit Dislocation und Not My God noch zwei Coverversionen. Die Originale stammen von den Bands Disembodied bzw. Hate Squad. Für das Lied The Weapon They Fear wurde in Chemnitz ein Musikvideo gedreht.

## Hintergrund
Der Albumtitel bezieht sich auf die Gestalt Antigone aus der griechischen Mythologie. In einem Interview erklärte der Gitarrist Maik Weichert, dass sie eine Symbolfigur für einen Freiheitskämpfer darstellt. Einige Lieder befassen sich mit verschiedenen Freiheitskämpfern der Gegenwart.
The Weapon They Fear bezieht sich auf den chilenischen Sänger Víctor Jara, der im Jahre 1973 von Gefolgsleuten des Diktators Augusto Pinochet ermordet wurde. Jara hatte sich in seinen Texten mehrfach kritisch gegenüber Pinochet geäußert. Tree of Freedom beschäftigt sich mit dem Leben des südafrikanischen Bürgerrechtlers Nelson Mandela, der gegen die Apartheid kämpfte und 30 Jahre im Gefängnis saß.
In Bleeding to Death geht es um die wirtschaftlichen und sozialen Probleme der Neuen Bundesländer. Viele Jugendliche verließen ihre Heimat, weil sie keine Perspektive mehr sahen. Mit Voice of the Voiceless drückt die Band ihre vegane Einstellung aus.

## Rezeption
Matthias Weckmann vom Magazin Metal Hammer schrieb in seiner Rezension, dass die Band „nach zwei Metalcore-Alben ihre Bestimmung gefunden“ habe und dass das Album „Riffmonster enthält, die die Nackenmuskulatur für einen Monat bestens umsorgt“. Weckmann gab dem Album sechs von sieben Punkte. Für Andreas Himmelstein vom Magazin Rock Hard würden die Gitarristen eine „harmonische Riffgewalt zaubern, die gepaart mit fantastischen Melodien und Groove ein aggressives Feuerwerk sondergleichen darstellt“. Er gab dem Album neun von zehn Punkten. Ebenfalls neun von zehn Punkten vergab der Rezensent „Metalgreg“ von Online-Magazin Metal.de. Er beschrieb Antigone als „ein mitreißendes Geflecht aus musikalischer Klasse und starken bis fragilen Emotionen, gesegnet mit einem hohen Gehalt an Schweden-Melodien und unzähligen Brachial-Kalorien“.
In dem Buch Best of Rock & Metal des deutschen Rock-Hard-Magazins, in dem die nach Meinung der Rock-Hard-Redaktion 500 stärksten Metal- und Hard-Rock-Alben aller Zeiten aufgeführt werden, belegte Antigone Platz 474.